# Pedicularis pseudoversicolor
Pedicularis pseudoversicolor là loài thực vật có hoa thuộc họ Cỏ chổi. Loài này được Hand.-Mazz. mô tả khoa học đầu tiên năm 1920.